# Ley de identidad de género (Chile)
La Ley n.º 21.120, que reconoce y da protección al derecho y a la identidad de género es una ley chilena, publicada en el Diario Oficial el día 10 de diciembre de 2018. El objetivo de esta ley es permitir el cambio de nombre y sexo registral de una persona, cuando dicha partida no se corresponda o no sea congruente con su identidad de género.
Fue promulgada por el presidente Sebastián Piñera el 28 de noviembre de 2018 y publicada en el Diario Oficial el 10 de diciembre del mismo año. El proyecto de ley fue iniciativa parlamentaria presentada el 7 de mayo de 2013 por las senadoras Lily Pérez, Ximena Rincón y los senadores Camilo Escalona, Ricardo Lagos Weber y Juan Pablo Letelier, con el apoyo y asesoría de organizaciones de la sociedad civil sobre sexualidades y géneros.

## Contenido de la ley
La ley establece dos procedimientos diferentes: uno de carácter administrativo para personas mayores de 18 años y otro de carácter judicial ante los Tribunales de Familia. El procedimiento judicial está destinado a personas menores de 18 y mayores de 14 años, toda vez que cuenten con la autorización de al menos un representante legal (normalmente la madre o el padre, a elección de la o el adolescente trans). La ley no contempla la posibilidad de que personas menores de 14 años puedan cambiar su nombre y sexo registral, pese a que los tribunales civiles ya los han autorizado en más de una ocasión haciendo uso de la citada ley 17.344 de cambio de nombres y apellidos. Así las cosas, respecto de las y los niños trans menores de 14 años, sólo existe protección específica a nivel escolar, a través de lo dispuesto en la Circular 0768 de la Superintendencia de Educación.
Hasta la entrada en vigor de la Ley 21.400 de Matrimonio Igualitario  el 10 de marzo de 2022, existió un procedimiento judicial para el cambio de nombre y sexo registral el cual estaba destinado a personas que se encontraban casadas, y cuya tramitación era muy parecida a un divorcio.

### Principios de la ley
La ley establece los siguientes principios relativos al derecho a la identidad de género:
1. El principio de no patologización (artículo 5, letra a), en virtud del que nace el derecho de toda persona trans a no ser tratada como enferma, razón por la que también se prohíbe la realización de exámenes físicos al solicitante menor de 18 años (artículo 17, inciso 4º).
2. El principio de no discriminación arbitraria (artículo 5, letra b), en virtud del que los órganos del Estado deben garantizar que no se cometerán exclusiones, distinciones o restricciones sin justificación razonable, en los términos de la ley antidiscriminación.
3. El principio de confidencialidad (artículo 5, letra c) en virtud del que se establece el carácter de reservados a los procedimientos de la ley y toda información vinculada a ellos será dato sensible (artículo 8).
4. El principio de dignidad en el trato que se traduce como una obligación a los órganos del Estado a dar un trato amable y respetuoso (artículo 5, letra d).
5. El principio de interés superior del niño y de autonomía progresiva, en virtud del que los órganos del Estado deben garantizar el pleno goce de sus derechos y garantías, en los términos del artículo 3 de la Convención de Derechos del Niño, y el ejercicio autónomo de éstos en consonancia con sus facultades (artículo 5, letra e y f).

## Implementación
La ley entró en vigencia el 27 de diciembre de 2019, esto es 120 días después de la última publicación en el Diario Oficial de los reglamentos a que hace referencia el artículo 26. Los reglamentos son dos: uno a cargo del Ministerio de Justicia y Derechos Humanos, que regula el procedimiento ante el Registro Civil; y el otro, a cargo del Ministerio de Desarrollo Social y Familia, y del Ministerio de Salud, que regula los programas de acompañamiento a niños y sus familias, previsto en el artículo 23 de la ley. Éstos fueron presentados el 28 de junio de 2019 a la Contraloría General de la República, y el trámite de toma de razón.
A partir del 17 de diciembre de 2019, las personas trans residentes en Chile fueron habilitadas para solicitar una audiencia necesaria para poder realizar el trámite en cualquier oficina del Servicio de Registro Civil e Identificación a partir del 27 del mismo mes. El día de la entrada en vigencia de la ley, se habían solicitado 921 citas para el cambio de nombre registral. El trámite es gratuito y no requiere de un abogado para poder realizarlo, solo se debe pagar el importe correspondiente por sus nuevos documentos de identidad: Cédula de Identidad, pasaporte y certificado de nacimiento. La persona conserva su Rol Único Nacional (RUN) y para efectos legales, es solo una corrección de nombre de pila de acorde a su identidad de género, mas no de sus apellidos. La primera persona chilena en recibir su cédula de identidad con cambio de sexo y nombre registral fue Valeria Pinto Valdés el 27 de enero de 2020.